# Porto Franco (gemeente)
Porto Franco is een gemeente in de Braziliaanse deelstaat Maranhão. De gemeente telt 19.503 inwoners (schatting 2009). De plaats ligt aan de Tocantins met aan de overzijde Tocantinópolis.

## Aangrenzende gemeenten
De gemeente grenst aan Tocantinópolis, Estreito (Maranhão), Campestre do Maranhão en São João do Paraíso (Maranhão).

## Verkeer en vervoer
De stad ligt aan de radiale snelweg BR-010 tussen Brasilia en Belém. Daarnaast ligt ze aan de wegen BR-226 en MA-335.